# Lodi's

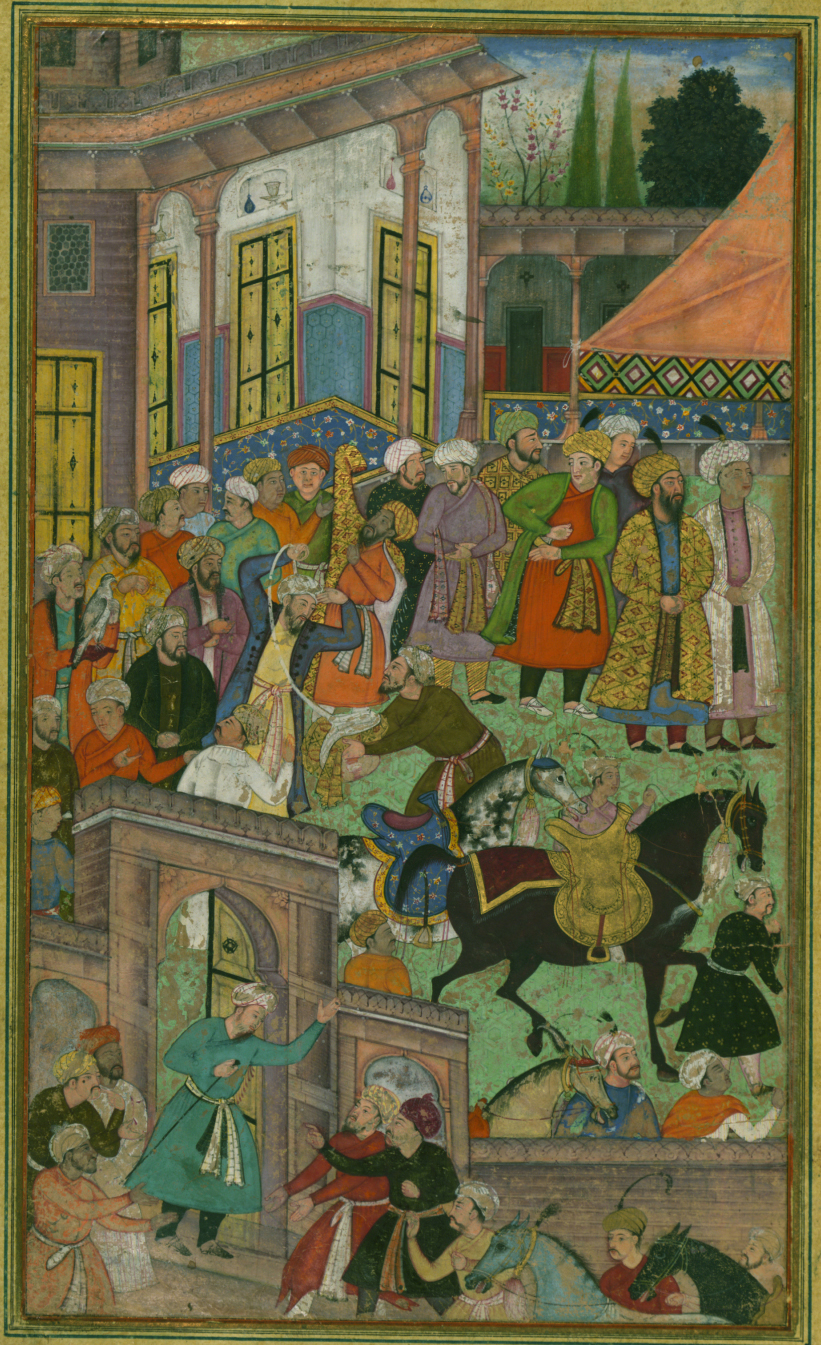
Sultan Ibrahim Lodi beloont enkele edelen alvorens ze uit te zenden op expeditie. Miniatuur uit een laat-16e-eeuwse kopie van de Baburnama. Staatsmuseum van Oosterse Cultuur, Moskou.

De Lodi's (Pasjtoe: لودي) waren in de 14e tot 16e eeuw een machtige familie of clan van Pathaanse notabelen in het noorden van Voor-Indië. Oorspronkelijk vestigde de familie zich in de Punjab, rond de stad Multan, waar ze als lokale bestuurders (muqti's), legerleiders en gouverneurs onder de sultan van Delhi dienden. Tussen 1451 en 1526 waren leden van de clan zelf sultan van Delhi, zij worden de Lodidynastie genoemd. De laatste Lodisultan werd in 1526 verslagen door de Mogols, die Delhi aan hun rijk toevoegden. De Lodi's bleven aan het begin van de Mogolperiode samen met andere Afghaanse clans echter sterk verzet bieden tegen de Mogolkeizers.

## Geschiedenis

### Achtergrond en afkomst
Vanaf de 12e eeuw werd het noorden van Voor-Indië geregeerd door een van oorsprong buitenlandse, islamitische, Afghaans-Turkse elite. Hoewel in de loop van de daarop volgende eeuwen door huwelijken en opname van tot de islam bekeerde inheemse notabelen deze elite enigszins werd uitgebreid met Indisch bloed, kwamen de meeste "nieuwe" bestuurders en militairen die door de sultans in dienst genomen werden als avonturiers binnen uit Perzië, Afghanistan of Centraal-Azië. Zo ook de Lodistam, die zich onder sultan Firuz Shah Tughluq (1351 - 1388) in Multan vestigde. De leider van de stam, Malik Bahram, diende de gouverneur van Multan.
De plundering van Delhi door Timoer Lenk in 1398 lijkt de Lodi's niet gedeerd te hebben. De oudste zoon van Malik Bahram, Malik Sultan Shah Lodi, leidde het leger van Khizr Khan, de stichter van de Sayyidendynastie van Delhi. Dankzij zijn verdiensten in de strijd tegen de vijanden van de sultan werd hij in 1419 benoemd tot gouverneur van Sirhind. Zijn opvolger, neef en schoonzoon, Bahlul Khan Lodi, werd door sultan Mahummad Shah IV benoemd tot amir (edelman). Bahlul Lodi wist zijn macht te vergroten door militaire successen tegen Malwa, de vijand van de sultans van Delhi. Ten slotte wist hij in 1451 zelf sultan te worden.

### Lodidynastie van Delhi
De Lodidynastie van Delhi beslaat de regeringen van drie sultans. Bahlul Lodi (regeerde 1451 - 1489) wist de macht van het sultanaat aanzienlijk te vergroten door militaire successen tegen Malwa en de verovering van Jaunpur. Hij stelde zijn oudste zoon Barbak Shah aan als gouverneur in Jaunpur en benoemde een andere zoon, Nizam Khan, tot zijn opvolger. Bij zijn dood in 1489 leidde dit tot een strijd tussen zijn zoons. Nizam Khan wist de macht echter in handen te houden en regeerde onder de naam Sikandar Lodi (1489 - 1517).
Sikandar Lodi was een begenadigd diplomaat, militair en bestuurder. Hij schafte impopulaire belastingen af en stimuleerde de handel. Hij stichtte de stad Agra (1504) en patroniseerde kunst en wetenschap. Vanwege zijn intolerante politiek tegenover andere godsdiensten dan de islam is hij echter een controversieel figuur in de Indiase geschiedenis. Hij liet tempels afbreken en daar moskeeën voor in de plaats bouwen.
Zijn opvolger en zoon Ibrahim Lodi (regeerde 1517 - 1526) bezat niet het staatsmanschap van zijn vader. Zijn regering wordt gekenmerkt door opstanden van de edelen, onder leiding van zijn broers en ooms. De Mogolveldheer Babur, die Kabul regeerde, viel de Punjab binnen in 1519 op uitnodiging van Ibrahims oom, Alam Khan. Als afstammeling van Timoer claimde Babur de rechtmatige machthebber in Delhi te zijn. Vanzelfsprekend wenste Ibrahim Lodi deze claim niet te erkennen. Er volgde een korte, beslissende veldslag bij Panipat, waar Babur de sultan dankzij superieure wapens en tactieken (met name de inzet van musketten en kanonnen was voor die tijd revolutionair) verpletterend wist te verslaan. Ibrahim Lodi bevond zich onder de gesneuvelden.

### Latere Lodi's
Terwijl Babur zichzelf als eerste Mogolkeizer in Delhi had geïnstalleerd, claimde een broer van Ibrahim Lodi, Mahmud Lodi, de rechtmatige sultan te zijn. De Afghaanse adel, die niets van de Mogolse (Turkse) invallers moest hebben, steunde zijn claim. Mahmud Lodi wist zich bovendien gesteund door de Rajputheersers van Mewat en Mewar. Maharana Rana Sanga bracht een enorm leger op de been. In de slag bij Khanwa (1529) bleek echter opnieuw het militaire belang van Baburs nieuwe methode van oorlogsvoering. Opnieuw hakte het Mogolleger een numeriek veel sterkere tegenstander in de pan.
Daarna vluchtte Mahmud Lodi naar het oosten, waar hij in Bihar het Afghaanse verzet tegen de Mogols leidde. Hij wist zich ditmaal gesteund door de sultan van Bengalen, Nusrat Shah. De gecombineerde strijdmacht van de Afghaanse adel en de Bengaalse vorst werd echter opnieuw verslagen door een veel kleiner Mogolleger tijdens de slag bij de Ghaghara (1529). Dankzij deze overwinning kon Babur Bihar aan zijn rijk toevoegen en werd de opstandige Afghaanse adel een zware slag toegebracht. Hoewel Mahmud Lodi opnieuw ontkwam steunden verschillende van zijn Afghaanse bondgenoten nu Babur, waaronder de aan de Lodi's verwante Jalaluddin Khan Lohani en Sher Shah Suri.
De onverwachtse dood van Babur in 1530 bracht verandering in de situatie, maar de Afghaanse adel koos nu met Sher Shah Suri een andere leider als middelpunt van de rebellie tegen de Mogols. Deze wist Baburs zoon Humayun (tijdelijk) uit Voor-Indië te verdrijven. De politieke rol van de Lodi's was echter uitgespeeld.